# Elecciones municipales de Chiclayo de 2014
Las elecciones municipales de Chiclayo de 2014 se llevaron a cabo el 5 de octubre de 2014 para elegir al alcalde y al Concejo Provincial de Chiclayo para el periodo 2015-2018. La elección se celebró simultáneamente con elecciones regionales y municipales (provinciales y distritales) en todo el Perú.

## Sistema electoral
La Municipalidad Provincial de Chiclayo es el órgano administrativo y de gobierno de la provincia de Chiclayo. Está compuesta por el alcalde y el Concejo Provincial.
La votación del alcalde y el concejo se realiza en base al sufragio universal, que comprende a todos los ciudadanos nacionales mayores de dieciocho años, empadronados y residentes en la provincia de Chiclayo y en pleno goce de sus derechos políticos, así como a los ciudadanos no nacionales residentes y empadronados en la provincia de Chiclayo.
El Concejo Provincial de Chiclayo está compuesto por 15 regidores elegidos por sufragio directo para un período de cuatro (4) años, en forma conjunta con la elección del alcalde (quien lo preside). La votación es por lista cerrada y bloqueada. Se asigna a la lista ganadora los escaños según el método d'Hondt o la mitad más uno, lo que más le favorezca.

## Composición del Concejo Provincial de Chiclayo
La siguiente tabla muestra la composición del Concejo Provincial de Chiclayo antes de las elecciones.
| Partidos | Partidos                                      | Regidores |
| -------- | --------------------------------------------- | --------- |
|          | Movimiento Regional de las Manos Limpias      | 9         |
|          | Fuerza Social Progresista                     | 2         |
|          | Alianza para el Progreso                      | 2         |
|          | Partido Aprista Peruano                       | 1         |
|          | Movimiento Independiente Todos por Lambayeque | 1         |

## Partidos y candidatos
A continuación se muestra una lista de los principales partidos y alianzas electorales que participaron en las elecciones:
| Candidatura | Candidatura   | Partidos y alianzas                                                            | Candidatos | Candidatos                  | Ideología                                                          | Resultado previo | Resultado previo | Ref. |
| Candidatura | Candidatura   | Partidos y alianzas                                                            | Candidatos | Candidatos                  | Ideología                                                          | Votos (%)        | Reg.             | Ref. |
| ----------- | ------------- | ------------------------------------------------------------------------------ | ---------- | --------------------------- | ------------------------------------------------------------------ | ---------------- | ---------------- | ---- |
|             | Manos Limpias | Lista - Movimiento Regional de las Manos Limpias (Manos Limpias)               |            | Roberto Torres Gonzales     | Regionalismo lambayecano                                           | 28.99%           | 9                |      |
|             | APP           | Lista - Alianza para el Progreso (APP)                                         |            | David Cornejo Chinguel      | Liberalismo económico Conservadurismo liberal Populismo de derecha | 14.86%           | 2                |      |
|             | APRA          | Lista - Partido Aprista Peruano (APRA)                                         |            | Marcos Gasco Arrobas        | Aprismo                                                            | 10.22%           | 1                |      |
|             | PHP           | Lista - Partido Humanista Peruano (PHP)                                        |            | Carlos Burgos Montenegro    | Humanismo Socialismo Ecosocialismo                                 | 6.95%            | 0                |      |
|             | FP–CL         | Lista - Fuerza Popular (FP–CL) – Fuerza Popular (FP) – Contigo Lambayeque (CL) |            | Alberto Ortiz Prieto        | Fujimorismo Populismo de derecha Regionalismo lambayecano          | 6.23%            | 0                |      |
|             | AP            | Lista - Acción Popular (AP)                                                    |            | Jorge Arboleda Ñeco         | Partido atrapalotodo                                               | 3.62%            | 0                |      |
|             | PP            | Lista - Perú Posible (PP)                                                      |            | Arturo Cabrera Echevarría   | Socioliberalismo Democracia liberal Tercera vía                    | 2.53%            | 0                |      |
|             | DD            | Lista - Democracia Directa (DD)                                                |            | José Gálvez Tineo           | Socialismo Nacionalismo de izquierda Ecologismo                    | 1.44%            | 0                |      |
|             | PPC           | Lista - Partido Popular Cristiano (PPC)                                        |            | Lucio Asalde Vives          | Democracia cristiana Conservadurismo social Liberalismo económico  | 1.34%            | 0                |      |
|             | SN            | Lista - Solidaridad Nacional (SN)                                              |            | Jaime Contreras Rivas       | Conservadurismo liberal Liberalismo económico                      | Nuevo            | Nuevo            |      |
|             | FA            | Lista - Frente Amplio (FA)                                                     |            | Manuel Arellano Ruiz        | Socialismo Ecologismo Descentralización                            | Nuevo            | Nuevo            |      |
|             | PPT           | Lista - Poder Para Todos (PPT)                                                 |            | Ranjiro Nakano Osores       | Regionalismo lambayecano                                           | Nuevo            | Nuevo            |      |
|             | CN            | Lista - Cambio Norteño (CN)                                                    |            | Fernando Moreno Ávalos      | Regionalismo lambayecano                                           | Nuevo            | Nuevo            |      |
|             | IND           | Lista - Lista Independiente N° 1 Esperanza Ciudadana                           |            | Blanca Córdova Vda de Vigil | Localismo chiclayano                                               | Nuevo            | Nuevo            |      |

## Sondeos de opinión
Las siguientes tablas enumeran las estimaciones de la intención de voto en orden cronológico inverso, mostrando las más recientes primero y utilizando las fechas en las que se realizó el trabajo de campo de la encuesta. Cuando se desconocen las fechas del trabajo de campo, se proporciona la fecha de publicación.
Leyenda:
     Sondeo realizado en el periodo de prohibición legal de la difusión de sondeos de intención de voto.

### Intención de voto
La siguiente tabla enumera las estimaciones ponderadas (sin incluir votos en blanco y nulos) de la intención de voto.
|                                |            |   |      |      |      |      |     |     |  |  |  |  |  |
| Elecciones municipales de 2014 | 5 oct 2014 | — | 22.2 | 19.4 | 18.0 | 11.9 | 6.9 | 2.8 |  |  |  |  |  |
|                                |            |   |      |      |      |      |     |     |  |  |  |  |  |
| Ipsos Perú/América             | 5 oct 2014 | ? | 20.7 | 22.2 | 23.3 | –    | –   | 1.1 |  |  |  |  |  |
| Grupo Tendencias               | 5 oct 2014 | ? | 23.5 | 19.3 | 19.6 | –    | –   | 3.9 |  |  |  |  |  |

## Resultados

### Sumario general
| |                                                          |              |              |              |           |           |  |  |
| Partidos y coaliciones | Partidos y coaliciones                                   | Voto popular | Voto popular | Voto popular | Regidores | Regidores |  |  |
| Partidos y coaliciones | Partidos y coaliciones                                   | Votos        | %            | ±pp          | Total     | +/−       |  |  |
| | Alianza para el Progreso (APP)                           | 93,133       | 22.20        | +7.34        | 9         | +8        |  |  |
| | Partido Aprista Peruano (APRA)                           | 81,486       | 19.42        | +9.20        | 2         | +1        |  |  |
| | Fuerza Popular (FP–CL)1                                  | 75,694       | 18.04        | +11.81       | 2         | +1        |  |  |
| | Partido Humanista Peruano (PHP)                          | 49,808       | 11.87        | +4.92        | 1         | +1        |  |  |
| | Solidaridad Nacional (SN)                                | 28,853       | 6.88         | Nuevo        | 1         | +1        |  |  |
| | Partido Popular Cristiano (PPC)                          | 26,745       | 6.37         | +5.03        | 0         | ±0        |  |  |
| | Movimiento Regional de las Manos Limpias (Manos Limpias) | 20,315       | 4.84         | –24.15       | 0         | –9        |  |  |
| | Frente Amplio (FA)                                       | 13,332       | 3.18         | Nuevo        | 0         | ±0        |  |  |
| | Democracia Directa (DD)2                                 | 8,888        | 2.12         | +0.68        | 0         | ±0        |  |  |
| | Cambio Norteño (CN)                                      | 7,786        | 1.86         | Nuevo        | 0         | ±0        |  |  |
| | Acción Popular (AP)                                      | 6,345        | 1.51         | –2.11        | 0         | ±0        |  |  |
| | Lista Independiente N° 1 Esperanza Ciudadana             | 3,352        | 0.80         | n/a          | 0         | ±0        |  |  |
| | Perú Posible (PP)                                        | 2,039        | 0.49         | –2.04        | 0         | ±0        |  |  |
| | Poder Para Todos (PPT)                                   | 1,829        | 0.44         | Nuevo        | 0         | ±0        |  |  |
| |                                                          |              |              |              |           |           |  |  |
| Total | Total                                                    | 419,605      |              |              | 15        | ±0        |  |  |
| |                                                          |              |              |              |           |           |  |  |
| Votos válidos | Votos válidos                                            | 419,605      | 84.93        | +3.55        |           |           |  |  |
| Votos en blanco | Votos en blanco                                          | 39,354       | 7.96         | –0.83        |           |           |  |  |
| Votos nulos | Votos nulos                                              | 35,129       | 7.11         | –2.72        |           |           |  |  |
| Votos emitidos | Votos emitidos                                           | 494,088      | 83.56        | –2.75        |           |           |  |  |
| Abstenciones | Abstenciones                                             | 97,177       | 16.44        | +2.75        |           |           |  |  |
| Votantes registrados | Votantes registrados                                     | 591,265      |              |              |           |           |  |  |
| |                                                          |              |              |              |           |           |  |  |
| Fuente: |                                                          |              |              |              |           |           |  |  |
| Notas al pie: 1 Comparado con los resultados de Fuerza 2011 (F2011) en las elecciones de 2010. 2 Comparado con los resultados del Fonavistas del Perú (FDP) en las elecciones de 2010. |                                                          |              |              |              |           |           |  |  |
| Notas al pie: |                                                          |              |              |              |           |           |  |  |
| 1 Comparado con los resultados de Fuerza 2011 (F2011) en las elecciones de 2010. 2 Comparado con los resultados del Fonavistas del Perú (FDP) en las elecciones de 2010.               |                                                          |              |              |              |           |           |  |  |

### Concejo Provincial de Chiclayo
| Cargo                           | Autoridad electa          | Partido político | Partido político          |
| ------------------------------- | ------------------------- | ---------------- | ------------------------- |
| Alcalde Provincial de Chiclayo  | David Cornejo Chinguel    |                  | Alianza para el Progreso  |
| Regidor Provincial de Chiclayo  | Guillermo Segura Díaz     |                  | Alianza para el Progreso  |
| Regidora Provincial de Chiclayo | Liliana Barrantes Piscoya |                  | Alianza para el Progreso  |
| Regidor Provincial de Chiclayo  | Edwin Huancas Ojeda       |                  | Alianza para el Progreso  |
| Regidor Provincial de Chiclayo  | Alfredo Montenegro Bermeo |                  | Alianza para el Progreso  |
| Regidor Provincial de Chiclayo  | Boris Bartra Grosso       |                  | Alianza para el Progreso  |
| Regidor Provincial de Chiclayo  | Elvis Bustamante Tarrillo |                  | Alianza para el Progreso  |
| Regidor Provincial de Chiclayo  | Juan Pérez Bautista       |                  | Alianza para el Progreso  |
| Regidor Provincial de Chiclayo  | José Cabrejos Ucañay      |                  | Alianza para el Progreso  |
| Regidor Provincial de Chiclayo  | Octavio Romero Romero     |                  | Alianza para el Progreso  |
| Regidor Provincial de Chiclayo  | César Torres Gálvez       |                  | Partido Aprista Peruano   |
| Regidora Provincial de Chiclayo | Laura Hernández Gonzales  |                  | Partido Aprista Peruano   |
| Regidor Provincial de Chiclayo  | César Sisniegas Vergara   |                  | Fuerza Popular            |
| Regidor Provincial de Chiclayo  | Ricardo Lara Doig         |                  | Fuerza Popular            |
| Regidor Provincial de Chiclayo  | Víctor Rojas Díaz         |                  | Partido Humanista Peruano |
| Regidor Provincial de Chiclayo  | José Barrueto Sánchez     |                  | Solidaridad Nacional      |

## Elecciones municipales distritales

### Resultados por distrito
La siguiente tabla enumera el control de los distritos de la provincia de Chiclayo. El cambio de mando de una organización política se resalta del color de ese partido.
| Distrito            | Alcalde(sa) titular      | Partido político | Partido político                | Alcalde(sa) electo(a)     | Partido político | Partido político          |
| ------------------- | ------------------------ | ---------------- | ------------------------------- | ------------------------- | ---------------- | ------------------------- |
| Cayaltí             | Harles Esquives Pizarro  |                  | Mayoría Autónoma Cayaltí        | Juan Tafur Escobar        |                  | Partido Aprista Peruano   |
| Chongoyape          | Agustín Lozano Saavedra  |                  | Alianza para el Progreso        | Agustín Lozano Saavedra   |                  | Alianza para el Progreso  |
| Eten                | José Ñiquén Sandoval     |                  | Partido Humanista Peruano       | José Puican Zarpán        |                  | ATIN                      |
| Eten Puerto         | Jaime Contreras Rivas    |                  | Manos Limpias                   | Mario Pasco Rentería      |                  | Partido Humanista Peruano |
| José Leonardo Ortiz | Raúl Cieza Vásquez       |                  | Partido Humanista Peruano       | Epifanio Cubas Coronado   |                  | Solidaridad Nacional      |
| La Victoria         | Anselmo Lozano Centurión |                  | Todos por Lambayeque            | Anselmo Lozano Centurión  |                  | Fuerza Popular            |
| Lagunas             | Johnny Sernaque Cruz     |                  | Alianza para el Progreso        | Segundo Castillo Espinoza |                  | Alianza para el Progreso  |
| Monsefú             | Rita Ayasta de Díaz      |                  | Todos por Lambayeque            | Miguel Bartra Grosso      |                  | Alianza para el Progreso  |
| Nueva Arica         | Augusto Rivas Becerra    |                  | Partido Aprista Peruano         | Silmer Rodas Valle        |                  | Alianza para el Progreso  |
| Oyotún              | Segundo Vargas Pérez     |                  | Alianza para el Progreso        | Alan Ugaz Quiroz          |                  | Partido Aprista Peruano   |
| Pátapo              | Carlos Salvador Cayopata |                  | Amistad Solidaria Independiente | Juan Ramos Díaz           |                  | Partido Aprista Peruano   |
| Picsi               | Ángel Díaz Barturén      |                  | Partido Aprista Peruano         | Juan Casiano Díaz         |                  | Fuerza Picsi              |
| Pimentel            | José Gonzales Ramírez    |                  | Fuerza Social Progresista       | José Gonzales Ramírez     |                  | RAÍCES                    |
| Pomalca             | Luis Orbegoso Navarro    |                  | Amistad Solidaria Independiente | Miguel Segura Clavo       |                  | Alianza para el Progreso  |
| Pucalá              | José Estela Campos       |                  | Partido Aprista Peruano         | Pascual Sánchez Sánchez   |                  | Restauración Nacional     |
| Reque               | Julio Huerta Ciurlizza   |                  | Alianza para el Progreso        | Junior Vásquez Torres     |                  | Unidad Vecinal por Reque  |
| Santa Rosa          | Roberto Sipion Sono      |                  | Fuerza 2011                     | William Merino Chavesta   |                  | Alianza para el Progreso  |
| Saña                | Luis Urbina Andonaire    |                  | Manos Limpias                   | Marco Hernández Briones   |                  | Partido Aprista Peruano   |
| Tumán               | Rolando Barboza Díaz     |                  | Todos por Lambayeque            | Rolando Barboza Díaz      |                  | Solidaridad Nacional      |